# ŽNK Agram
Le ŽNK Agram est un club féminin de football croate basé à Zagreb.

## Histoire
À l'hiver 2024-2025, le club est en tête du championnat, et se renforce avec sept recrues, dont six qui ont remporté le titre avec Osijek la saison précédente. Agram finit par remporter assez largement son premier titre devant Osijek.

## Palmarès
Championnat de Croatie (1) :
- Champion en 2025